# Illice mediofasciata
Illice mediofasciata là một loài bướm đêm thuộc phân họ Arctiinae, họ Erebidae.